# Masahiro Fukuda
Masahiro Fukuda (Yokohama, 27 de dezembro de 1966) é um ex-futebolista profissional japonês que atuava como atacante.

## Carreira
Masahiro Fukuda integrou a Seleção Japonesa de Futebol na Copa da Ásia de 1992.

## Títulos
Seleção Japonesa
- Copa da Ásia de 1992